# Salario base de cotización
El Salario base de cotización (S.B.C) es la cuenta, índice, medida con la que los patrones y sujetos obligados afiliados al Instituto Mexicano del Seguro Social, determinan las cuotas obrero patronales, mensuales y bimestrales que se pagan bajo el régimen obligatorio, con base a la ley del Seguro Social Vigente
Los patrones y sujetos obligados están obligados a determinar el S.B.C. con base al artículo 30 de la Ley del Seguro Social, considerando las prestaciones y criterios de no integración de prestaciones señalados en el artículo 27 de la citada ley.

## Salario Mínimo Profesional
Los salarios mínimos profesionales se crean mediante la reforma del Artículo 123 de la Constitución en 1962, misma con la que se creó la Comisión Nacional de los Salarios Mínimos (Conasami) y 111 Comisiones Regionales. Las Comisiones Regionales eran las encargadas de proponer un monto para el salario mínimo general y profesionales de cada región, los cuales serían ratificados por el Consejo de Representantes de la Conasami.
Tras la desaparición de las comisiones regionales, la Conasami tiene la facultad para estudiar, regular, determinar el aumento anual del salario mínimo; la comisión está conformada de forma tripartita, con una representación obrero/patronal, una dirección técnica y un presidente.
El Artículo 93 de la Ley Federal de Trabajo, exhorta a la asignación del Salario Mínimo Profesional, por lo que este es un punto importante para considerar en la determinación del Salario Base a los Trabajadores.
Es importante mencionar que el Salario Mínimo Profesional no se basa en el nivel escolar del trabajador, sino en las capacidades y habilidades necesarias para llevar a cabo una ocupación en específico.
Actualmente el Sistema de Salarios Mínimos Profesionales está Integrado por 61 ocupaciones.

## Criterios de integración
Integración para efectos del Seguro Social:
- Salario.
- Todas las prestaciones mínimas de ley.
- Prestaciones adicionales a las que concede la ley que cada empresa dé a sus trabajadores, como bonos o estímulos por productividad.
- Cuando el patrón y el trabajador aportan cantidades distintas entre sí, para caja de ahorro, y sí lo puede retirar más de 2 veces al año. Integra sólo la cantidad que exceda lo que aporta el patrón, de lo que aporta el trabajador.[2]
- Cuando el trabajador paga menos del 20% de la Unidad de Medida y Actualización ($19.244 en 2022) para alimentación o habitación.
- Cuando el valor diario de la ayuda para despensa supera el 40% de la Unidad de Medida y Actualización ($38.488 en 2022).
- Integran las horas extras que rebasen las 3 horas diarias o la tercera vez a la semana.
- Cuando los premio de puntualidad y asistencia otorgado, supere cada uno el 10% del subtotal del propio salario base de cotización.
- Si se le da habitación gratuita, integra el 25% del salario diario.
- Si se le da alimentación gratuita (3 alimentos), integra el 25% del salario diario, siempre y cuando pague menos del 20% de la Unidad de Medida y Actualización ($19.244 en 2022) por cada uno. En caso de ser 1 o 2 alimentos y pague menos de $19.244, integrará el 8.33% y 16.66% respectivamente.
- En caso de que la alimentación y habitación sean totalmente gratuitas, integra el 50% del salario diario.

Se excluye del salario base de cotización lo siguiente:
- Las herramientas de trabajo y uniformes.
- Aportaciones adicionales por parte del patrón al seguro de retiro, cesantía en edad avanzada y vejez.
- Las cuotas al INFONAVIT.
- La participación de los trabajadores en las utilidades.
- Las aportaciones con fines sociales, como las AFORES.
- El salario base de cotización máximo será el equivalente a 25 veces la Unidad de Medida y Actualización ($2,405.50 para 2022).
- El salario base de cotización mínimo será el equivalente a 1 salario mínimo del área geográfica del asegurado.

## Consideraciones adicionales
- El salario base de cotización cambia cuando cambia el salario diario o cuando alguna de las prestaciones se modifican, por ejemplo cuando un trabajador cumple un año más de antigüedad o tiene más días de aguinaldo.
- Cuando el salario de un trabajador tenga elementos fijos y variables, como pago por comisiones; y no se sepa el monto total al momento del cálculo, se tomarán como referencia las comisiones de los 2 meses anterior (art. 89 LFT), y surtirán efecto durante dos meses. En estos casos, el patrón debe dar aviso de dicha modificación los primeros 5 días hábiles de los meses de enero, marzo, mayo, julio, septiembre y noviembre de cada año.[3]
- Cualquier modificación del salario base de cotización y por el motivo que sea, el patrón debe dar aviso de modificación de salario al instituto, los primeros 5 días hábiles después de haberse efectuado esta. De no ser así, se hará acreedor a las sanciones correspondientes.
- Las horas extras integran, cuando rebasan los límites señalados en la Ley Federal del Trabajo, es decir, cuando son más de tres horas en un mismo día o cuando en una misma semana se haya laborado horas extras en más de tres ocasiones. Por tanto, se debe llevar un control semanal para tener el acumulado al final del bimestre y determinar el total que debe integrar para el siguiente bimestre, como una percepción variable.
- Si un trabajador causa baja por cualquier motivo, el patrón estará obligado a pagar las cuotas correspondientes, hasta la fecha en que se haga el aviso afiliatorio al instituto, vía ventanilla o usando el portal web del instituto: IDSE.
- Si el salario base de cotización resulta menor al salario mínimo del área geográfica del asegurado, se tomará como base el salario mínimo de dicha área integrado.
- Los pagos mensuales deberán hacerse al mes siguiente como máximo el día 17.[4]
- La suma mensual y bimestral, del salario base de cotización recibe el nombre de Base de cotización.
- En caso de no pagar a tiempo se aplican recargos, multas, actualizaciones y gastos de ejecución.

## Forma de Cálculo del Factor de Integración
El aguinaldo, las vacaciones y la prima vacacional, son prestaciones que ya se conoce cuánto se van a otorgar al trabajador, al momento de su contratación. Con estos datos, determinamos un "factor de integración", a fin de saber con certeza cuál es el SBC con el que se debe afiliar al trabajador a los institutos de seguridad social.

## Sistema único de autodeterminación
El Instituto Mexicano del Seguro Social, adecuándose a las necesidades actuales y a la simplificación administrativa, ordenó (de conformidad con el art. 39 de la LSS), la creación un programa informático para realizar el cálculo de las cuotas obrero patronales llamado SUA, Sistema Único de Autodeterminación, el cual se proporciona/se puede descargar al público en general a través de su página web --» El archivo que se genera con este programa, es usado para realizar el pago correspondiente en los bancos o entidades receptoras.